# Wise (Wirginia)
Wise – miasto w Stanach Zjednoczonych, w stanie Wirginia, siedziba administracyjna hrabstwa Wise.